# آنا إيستر براون
آنا إيستر براون (بالإنجليزية: Anna Easter Brown)‏ هي أمينة مكتبة أمريكية، ولدت في 13 أبريل 1879 في ويست أورنج في الولايات المتحدة، وتوفيت في 5 مارس 1957 في روكي ماونت في الولايات المتحدة.